# Ipomoea subrevoluta
Ipomoea subrevoluta är en vindeväxtart som beskrevs av Jacques Denys Denis Choisy. Ipomoea subrevoluta ingår i släktet praktvindor, och familjen vindeväxter. Inga underarter finns listade i Catalogue of Life.